# Splanchnotrophus dellachiajei
Splanchnotrophus dellachiajei is een eenoogkreeftjessoort uit de familie van de Splanchnotrophidae. De wetenschappelijke naam van de soort is voor het eerst geldig gepubliceerd in 1951 door Delamare Deboutteville.